# Obersaidaer Kunstgraben
Der Obersaidaer Kunstgraben ist ein Kunstgraben zwischen dem gleichnamigen Ort Obersaida und Großhartmannsdorf im Erzgebirge aus dem 18. Jahrhundert. Er wurde zum Zwecke der Weiterleitung von Aufschlagwasser in das Freiberger Bergrevier errichtet und ist Teil der Revierwasserlaufanstalt Freiberg.

## Verlauf
Der Obersaidaer Kunstgraben beginnt unterhalb des Dammes vom Obersaidaer Kunstteich (1728–1734 erbaut) bei 544 m ü. HN. Hier fließt ihm der Dörnthaler Kunstgraben wenige Meter neben dem Barthelschütz rechtwinklig zu, der auf seinen letzten Metern parallel zu Damm des Kunstteiches verläuft. Unter diesem Schützenhaus kann Wasser über einen kurzen Abzugsgraben in den Saidenbach abgeschlagen werden.
Vom Damm rechtwinklig abfließend verläuft der Kunstgraben auf die Staatsstraße 215 (Oederan–Sayda) zu, die er nach etwa 150 Metern unterquert. An dieser Stelle befindet sich eine Informationstafel über das System der Revierwasserlaufanstalt. Weiter verläuft der Kunstgraben am rechten Talhang des Saidenbachs an einigen Gehöften vorbei in Richtung Westen. Am Punkt, wo die Bundesstraße 101 die Höhenlinie von 440 Metern passiert, unterquert er in einem Bogenstück diese Straße und schwenkt in Richtung Norden. Nach etwa 600 Metern erreicht der Kunstgraben das Mundloch einer Rösche (1590 begonnen), die den Kunstgraben durch die Wasserscheidelinie von Flöha und Freiberger Mulde führt. Das obere Mundloch der Mittelsaidaer Rösche befindet sich nördlich von Mittelsaida, nahe dem Quellgebiet eines Seitenzuflusses zum Saidenbach.
Das Wasser des Kunstgrabens wird in dieser Rösche etwa 900 Meter unter der Bundesstraße 101 in nordöstliche Richtung zum Oberen Großhartmannsdorfer Teich geleitet. Hier befindet sich das untere Röschenmundloch auf etwa 435 m ü. HN. Auf der Seite von Großhartmannsdorf wird ihre Wasserführung in einem nur wenige Meter langen, mit Mauern gefassten Mündungsverlauf dem Oberen Großhartmannsdorfer Teich zugeleitet. An dieser Einmündung endet der Obersaidaer Kunstgraben. Der Obere Großhartmannsdorfer Teich gibt für die Freiberger Bergbauregion sein Wasser an den Kohlbach-Kunstgraben ab.

## Geschichte
Weil der Obere Großhartmannsdorfer Teich nahe einer Wasserscheidelinie angelegt worden war, fiel das Volumen des ihm zufließenden Oberflächenwassers zunächst nicht befriedigend aus. Aus diesem Grund legten die Nachfolger von Martin Planer den Obersaidaer Kunstgraben an, damit zusätzlich Wasser aus dem Einzugsgebiet des Saidenbachs für den Bergwerksteich gewonnen werden konnte. Bezüglich der Zeitdaten finden sich in der Literatur leicht differierende Angaben. Wagenbreth und Wächtler geben für die Erbauung des Kunstgrabens den Zeitabschnitt 1592 bis 1607 und für die Mittelsaidaer Rösche die Spanne von 1603 bis 1607 an.

## Bildergalerie

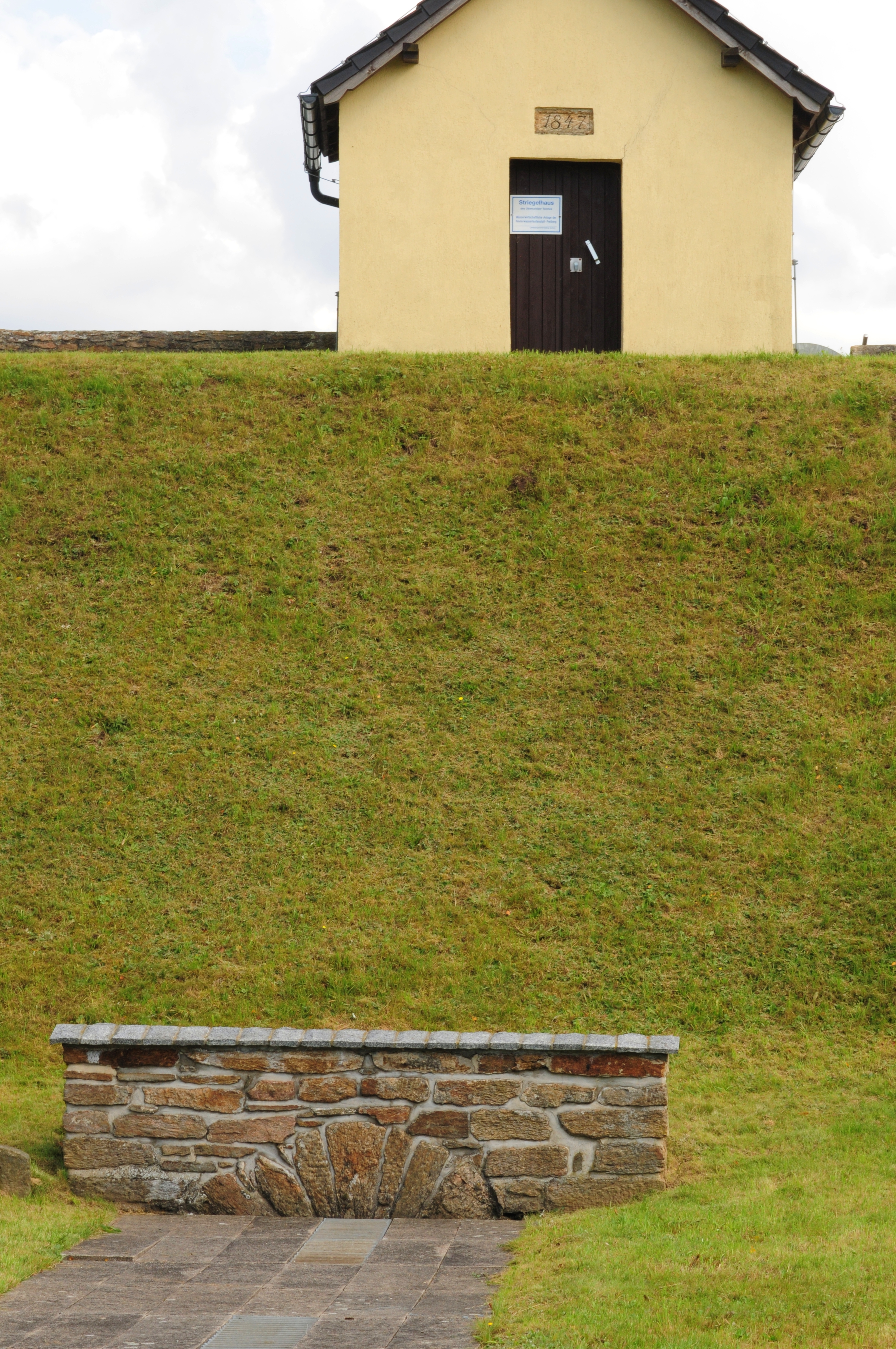
Abfluss aus dem Obersaidaer Kunstteich
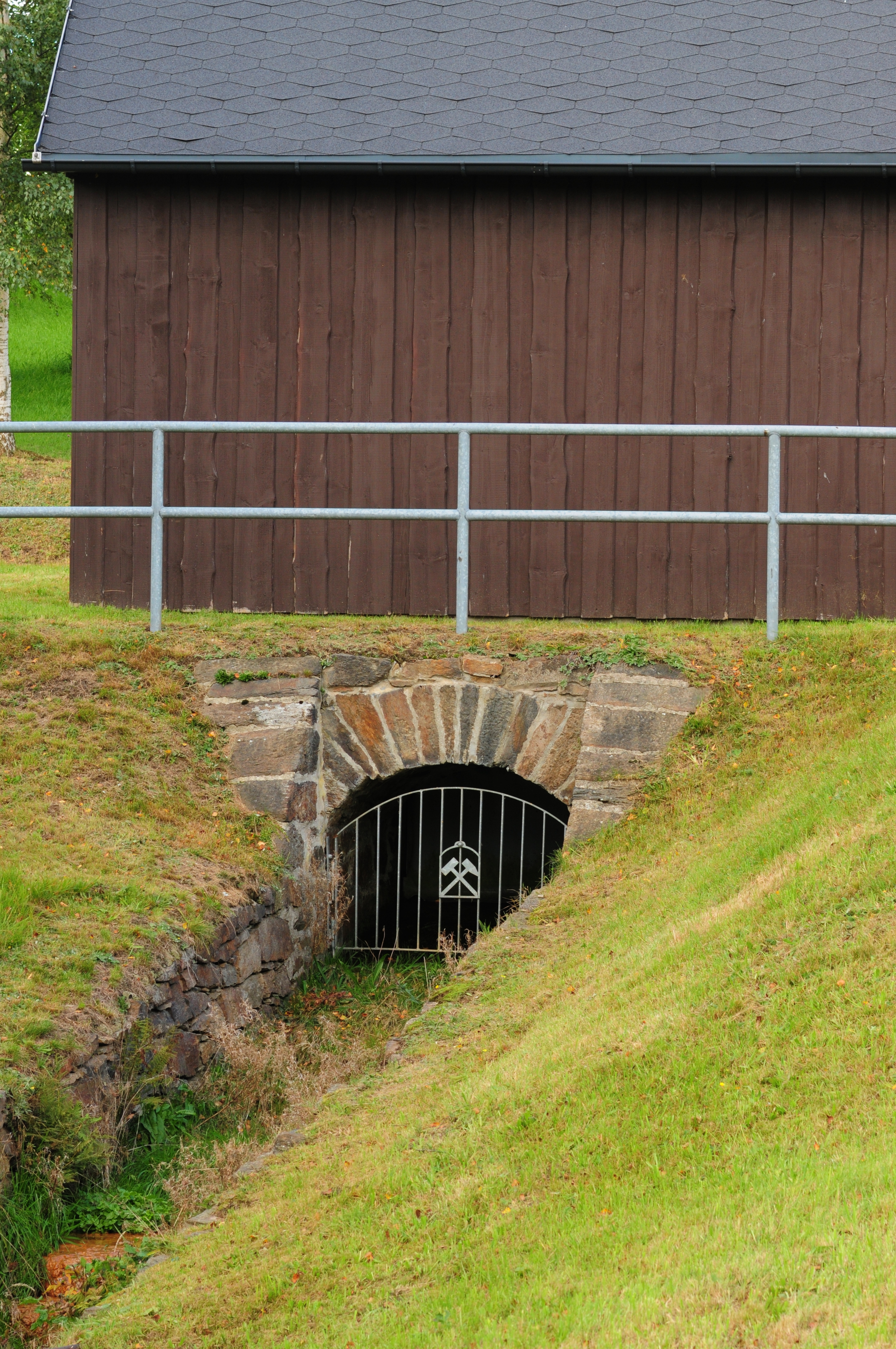
Schützhaus am Kunstgraben unterhalb des Obersaidaer Kunstteichs
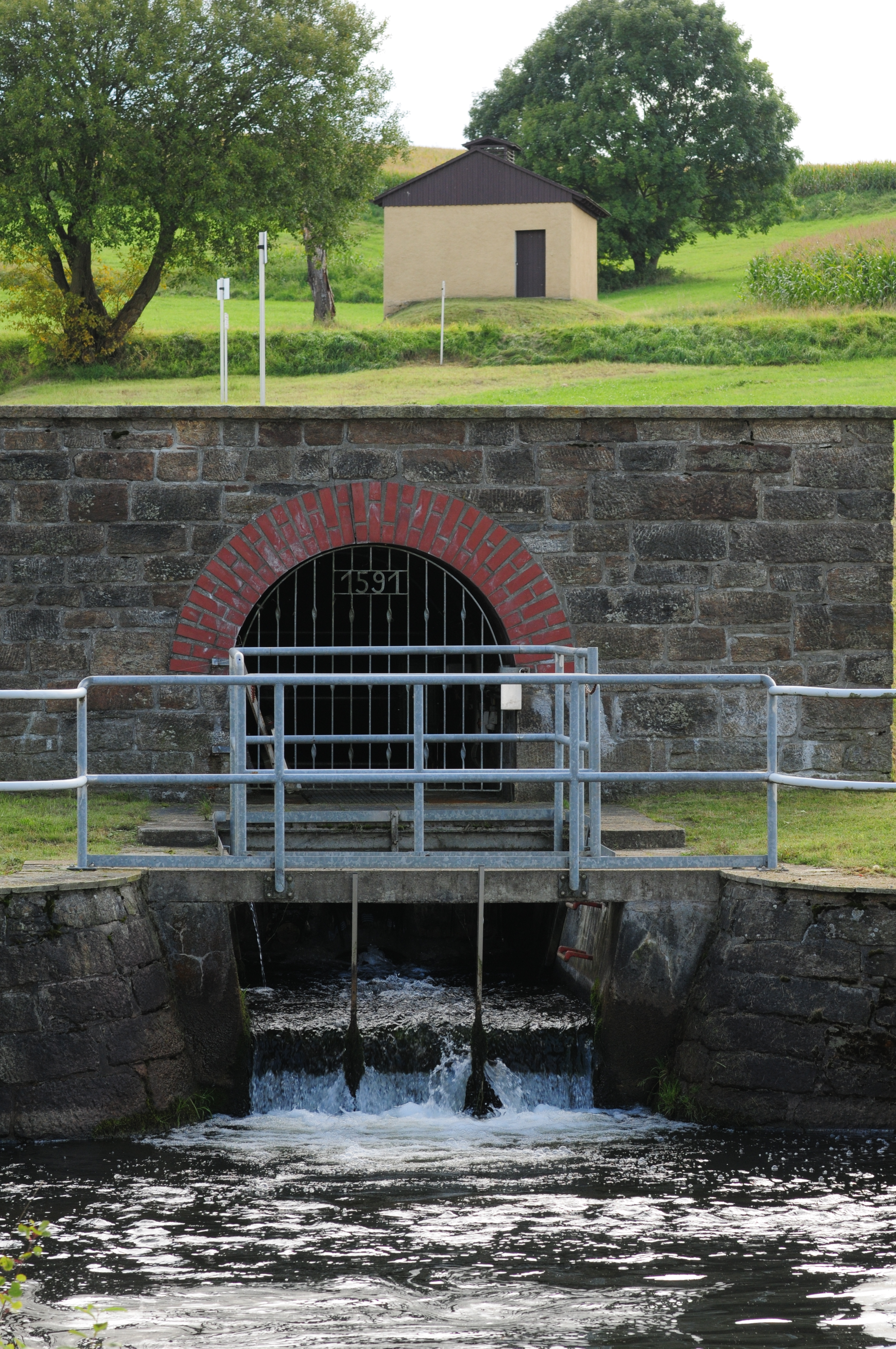
Röschenmundloch am Oberen Großhartmannsdorfer Teich